# Stocznia Gdynia 8184
Der Containerschiffstyp 8184 (andere Schreibung auch B8184) der Werft Stocznia Gdynia wurde in den 2000er Jahren in Serie gebaut.

## Einzelheiten
Die Baureihe 8184 wurde Anfang der 2000er im Hinblick auf die Ansprüche deutscher Containerschiffsreedereien von der Konstruktionsabteilung der Werft Gdynia unter der Führung von Wojciech Żychskiego entworfen. In den Jahren der Produktion wurde der Typ 8184 in Details verändert und daraus abgeleitet zusätzlich der Typ 8200 mit ähnlichen Abmessungen entwickelt. Insgesamt entstanden bis zum Konkurs der Werft in den 2000er Jahren mindestens 18 Einheiten des Typs 8184. Die Werft Danzig lieferte einzelne Kaskos zu.
Die Schiffe sind als ladegeschirrlose Vollcontainerschiffe mit weit achtern angeordnetem Deckshaus ausgelegt. Die Containerkapazität beträgt nominell 2732 TEU und 2267 TEU bei einer homogenen Beladung mit 14 Tonnen schweren Containern. Es können 350 bis 450, bei einigen Einheiten sogar 500 Kühlcontainer angeschlossen werden. Die Schiffe besitzen mit Pontonlukendeckeln verschlossene Laderäume. Die Schiffe verfügen an Deck durchgängig über Cellguides.
Der Antrieb der Schiffe besteht aus einem MAN B&W-Zweitakt-Dieselmotor des Typs 7S70MC-C mit 21.735 kW Leistung. Der Motor wirkt direkt auf einen Festpropeller und ermöglicht eine Geschwindigkeit von rund 22 Knoten. Weiterhin stehen vier Hilfsdiesel und ein Notdiesel-Generator zur Verfügung. Die An- und Ablegemanöver werden durch ein Bugstrahlruder unterstützt. Bei einigen Schiffen traten starke Vibrationen auf, die auf die Propellerauslegung zurückgeführt wurden. Das Problem wurde durch den Einbau etwas größerer Fünfblattpropeller mit anderem Zuschnitt gelöst.

## Die Schiffe
| Schiffe des Typs 8184  | Schiffe des Typs 8184 | Schiffe des Typs 8184 | Schiffe des Typs 8184                               | Schiffe des Typs 8184                   | Schiffe des Typs 8184 |
| Bauname                | Baunummer             | IMO-Nummer            | Kiellegung Stapellauf Ablieferung                   | Auftraggeber                            | Spätere Namen und Verbleib |
| ---------------------- | --------------------- | --------------------- | --------------------------------------------------- | --------------------------------------- | --- |
| Elbwolf                | 8184/01               | 9185401               | Mai 1999                                            | Reederei Hermann Wulff, Kollmar         | 1999 Ipex Equality, 2001 Elbwolf, 2002 Aramac, 2005 Ibn Khaldoun, 2010 Elbwolf, 2016 Olf, 2016 in Chittagong abgewrackt |
| Weserwolf              | 8184/02               | 9185413               | 7. Mai 1999 3. November 1999 10. Dezember 1999      | Reederei Hermann Wulff, Kollmar         | 2000 Columbia Bridge, 2001 Weserwolf, 2003 NYK Prosperity, 2004 CSAV Rio Maipo, 2007 Ibn Asakir, 2011 Weserwolf, Januar 2016 zum Abbruch verkauft, 2016 Xin Bin Zhou                                                                                  |
| Alexandra              | 8184/03               | 9225407               | 20. April 2000 9. September 2000 31. Oktober 2000   | Reederei Stefan Patjens, Drochtersen    | 2000 Maersk Plymouth, 2006 Alexandra P, 2007 OOCL Keelung, 2009 Alexandra P, 2010 Kota Perabu, 2011 Alexandra P, 2014 ANL Kiewa, 2014 Alexandra, 2016 Alex, 2016 Abbruch in Alang                                                                     |
| Heike                  | 8184/04               | 9225419               | 30. Mai 2000 4. November 2000 15. Dezember 2000     | Reederei Stefan Patjens, Drochtersen    | 2000 Maersk Pelepas, 2003 Safmarine Ibhayi, 2005 Maersk Pelepas, 2006 Heike, 2007 OOCL Bangkok, 2007 Heike, 2007 OOCL Bangkok, 2009 Heike P, 2010 Kota Perwira, 2011 Heike P, 2014 Tiger Shark, 2015 Heike P, 2016 Heike, 2016 Abbruch in Chittagong. |
| Meta                   | 8184/05               | 9232747               | 12. April 2001 7. September 2001 1. Oktober 2001    | Reederei Stefan Patjens, Drochtersen    | 2001 Maersk Perth, 2006 Meta, 2016 Met, 2016 Abbruch in Alang |
| Liwia                  | 8184/06               | 9232759               | 20. August 2001 26. November 2001 21. Dezember 2001 | Reederei Stefan Patjens, Drochtersen    | 2002 MSC Canada, 2003 Safmarine Ikapa, 2006 Liwia, 2007 OOCL Mumbai, 2009 Liwia P, 2016 Liwi, 2016 Abbruch in Chittagong |
| Antje-Helen Wulff      | 8184/07               | 9232761               | 4. Dezember 2001 22. März 2002 1. Mai 2002          | Reederei Hermann Wulff, Kollmar         | 2002 P&O Nedlloyd Dammam, 2003 CMA CGM Seagull, 2005 Ibn Abdoun, 2010 Antje Wulff, 2014 CMA CGM Montreal, 2015 Colette, so in Fahrt. |
| P&O Nedlloyd Dubai     | 8184/08               | 9232773               | 27. Februar 2002 14. Juni 2002 26. August 2002      | Reederei Hermann Wulff, Kollmar         | 2002 Euro Max, 2004 CSAV Rio Loa, 2007 CMA CGM Charcot, 2011 Euro Max, so in Fahrt. |
| CSAV Morumbi           | 8184/09               | 9316335               | 11. März 2005 5. August 2005 18. Oktober 2005       | Passat Schiffahrtsgesellschaft, Hamburg | 2005 Passat Breeze, 2014 Passat Summer, so in Fahrt. |
| CMA CGM Melbourne      | 8184/10               | 9316347               | 31. Mai 2005 16. Dezember 2005 24. Februar 2006     | Hans Peterson & Söhne, Rendsburg        | 2008 Westertal, 2015 MSC Hannah, so in Fahrt. |
| Hermann Wulff          | 8184/11               | 9316373               | 20. August 2005 16. Juli 2006 1. September 2006     | Reederei Hermann Wulff, Kollmar         | 2006 OOCL Energy, 2007 Ibn Khallikan, 2015 Hermann Wulff, 2016 Star River |
| Passat Spring          | 8184/12               | 9316359               | 22. November 2005 23. Juni 2006 11. August 2006     | Passat Schiffahrtsgesellschaft, Hamburg | 2015 Bomar Spring, so in Fahrt. |
| Westerdiek             | 8184/13               | 9316361               | 15. März 2006 20. Oktober 2006 22. Januar 2007      | Hans Peterson & Söhne, Rendsburg        | 2007 MSC Mendoza, 2009 Westerdiek, 2015 MSC Celine, so in Fahrt. |
| Johannes Wulff         | 8184/14               | 9316385               | - 2006                                              | Reederei Hermann Wulff, Kollmar         | ? |
| Passat Star            | 8184/15               | 9339674               | - Dezember 2008                                     | Passat Schiffahrtsgesellschaft, Hamburg | ? |
| MSC Davos              | 8184/16               | 9327669               | 16. Juni 2005 22. Dezember 2005 6. März 2006        | Peter Döhle, Hamburg                    | 2013 Arosia, so Fahrt. |
| Ariana                 | 8184/17               | 9327671               | 15. Juli 2005 8. April 2006 2. Juni 2006            | Peter Döhle, Hamburg                    | 2012 CCNI Atenea, 2012 Ariana, so Fahrt. |
| Maruba Victory         | 8184/18               | 9327683               | 25. August 2006 14. September 2007 18. März 2008    | Peter Döhle, Hamburg                    | 2010 Arelia, 2013 X-Press Makalu, so Fahrt. |
| Racha Bhum             | 8184/21               | 9236561               | 15. November 2006 30. April 2008 28. August 2008    | Rickmers Reederei, Hamburg              | vor Ablieferung an Regional Container Lines, Bangkok verkauft, Racha, Racha Bhum, so Fahrt. |
| Satta Bhum             | 8184/22               | 9240330               | 17. Januar 2008 25. April 2009 3. Juni 2009         | Rickmers Reederei, Hamburg              | vor Ablieferung an Regional Container Lines, Bangkok verkauft, so Fahrt. |
| Daten: Equasis, DNV GL |                       |                       |                                                     |                                         | |